# Yes We Can
Yes we can (‘Sì, possiamo!’) è lo slogan usato da Barack Obama nella sua campagna elettorale per la presidenza degli Stati Uniti, che ha dato il nome al discorso da lui tenuto l'8 gennaio 2008 dopo le primarie in New Hampshire. 
Il giovane senatore aveva impostato il suo messaggio su un forte programma di cambiamento creando un movimento di popolo intorno alla sua figura, al grido di "Yes, we can", rafforzato dall'essere un afroamericano di umili origini che per la prima volta correva per divenire Presidente. 
(Motto della campagna presidenziale di Obama pronunciato durante le primarie)
Ampi stralci del discorso compaiono in un brano musicale con l'omonimo titolo, pubblicato il 2 febbraio 2008 dal membro e fondatore dei Black Eyed Peas, will.i.am, su Dipdive.com ed anche su YouTube con l'account utente 'WeCan08'.  

## Il discorso di Obama

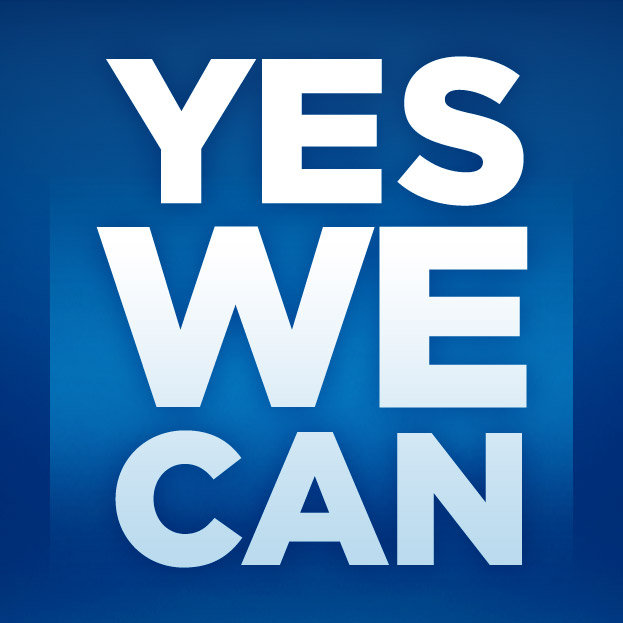
Yes we can, lo slogan utilizzato in campagna elettorale da Obama

Nel discorso "Yes we can", pronunciato l'8 gennaio 2008, Obama dichiarò di voler affrontare la campagna elettorale per la nomination alle elezioni del 2008 e che "nulla può ostacolare il potere di milioni di voci che chiedono il cambiamento".
(Barack Obama)
Lo slogan fu utilizzato dall'oratore esclusivamente nella parte finale del suo discorso, riscuotendo un'ovazione da parte delle folle.
It was a creed written into the founding documents that declared the destiny of a nation. Yes we can. 
It was whispered by slaves and abolitionists as they blazed a trail towards freedom through the darkest of nights. Yes we can. 
It was sung by immigrants as they struck out from distant shores and pioneers who pushed westward against an unforgiving wilderness. Yes we can. It was the call of workers who organized; women who reached for the ballot; a President who chose the moon as our new frontier; and a King who took us to the mountaintop and pointed the way to the Promised Land. Yes we can to justice and equality. Yes we can to opportunity and prosperity. Yes we can heal this nation. Yes we can repair this world. Yes we can. 
And so tomorrow, as we take the campaign South and West; as we learn that the struggles of the textile workers in Spartanburg are not so different than the plight of the dishwasher in Las Vegas; that the hopes of the little girl who goes to a crumbling school in Dillon are the same as the dreams of the boy who learns on the streets of L.A.; we will remember that there is something happening in America; that we are not as divided as our politics suggests; that we are one people, we are one nation. And, together, we will begin the next great chapter in the American story, with three words that will ring from coast to coast, from sea to shining sea: Yes, we can.»
Era un credo scritto nei documenti di fondazione che dichiarava il destino di una nazione. Sì possiamo. 
Fu sussurrato da schiavi e abolizionisti mentre aprivano una strada verso la libertà nelle notti più buie. Sì possiamo. 
Fu cantata dagli immigrati mentre partivano da coste lontane e dai pionieri che si spingevano verso ovest contro un deserto spietato. Sì possiamo. 
Era la chiamata dei lavoratori che si organizzavano; delle donne che hanno raggiunto il ballottaggio; di un Presidente che ha scelto la luna come nostra nuova frontiera; e di un Re che ci portò in cima alla montagna e ci indicò la via per la Terra Promessa. Sì, possiamo fare giustizia e uguaglianza. Sì, possiamo avere opportunità e prosperità. Sì, possiamo guarire questa nazione. Sì, possiamo riparare questo mondo. Sì possiamo. 
E così domani, mentre affrontiamo la campagna del sud e dell'ovest; mentre apprendiamo che le lotte dei lavoratori tessili a Spartanburg non sono così diverse dalla difficile situazione del lavapiatti a Las Vegas; che le speranze della bambina che va in una scuola fatiscente a Dillon sono le stesse dei sogni del ragazzo che impara per le strade di L.A.; ricorderemo che sta succedendo qualcosa in America; che non siamo così divisi come suggerisce la nostra politica; che siamo un popolo, siamo una nazione. E, insieme, inizieremo il prossimo grande capitolo della storia americana, con tre parole che risuoneranno da costa a costa, da mare a mare splendente: Sì, possiamo.»
(Barack Obama)
La campagna elettorale del 2008 fu la prima che si è giocata con un ruolo fondamentale dei social network, utilizzati soprattutto da Obama per lanciare il suo messaggio di cambiamento e speranza anche in antitesi con la grande macchina organizzativa dell'avversaria Hillary Clinton fatta di volontari e porta a porta per catturare ogni singolo voto.

## Il brano

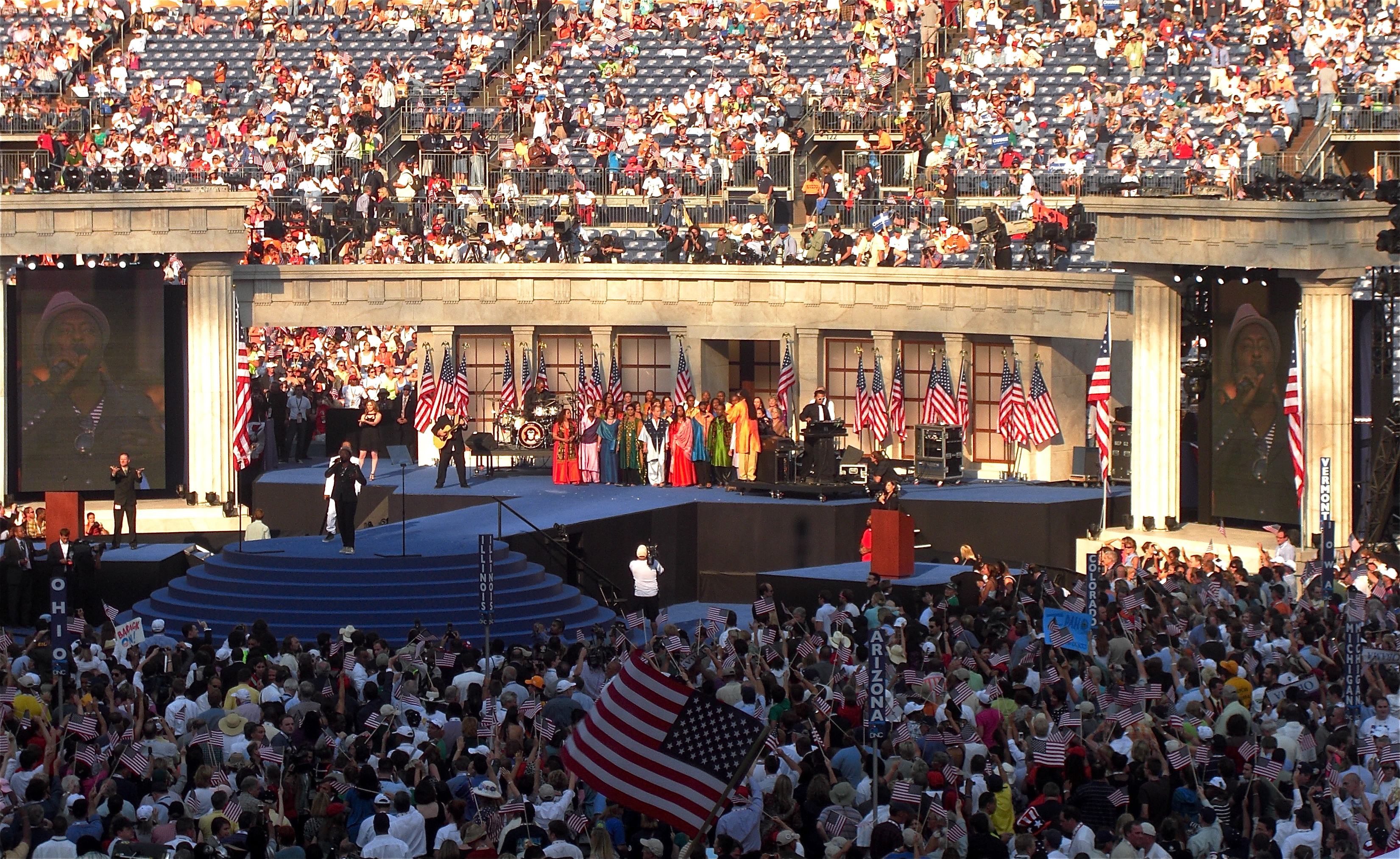
will.i.am esegue "Yes We Can" durante la giornata conclusiva della Convention democratica a Denver, Colorado (2008)

Il testo della canzone e il relativo video musicale creato da celebri sostenitori di Obama, è stato interamente derivato da citazioni di questo particolare discorso.
La canzone fu incisa con la collaborazione di numerose celebrità (prevalentemente musicisti, cantanti ed attori) a sostegno della campagna presidenziale 2008 del senatore Obama; esse appaiono nel video intervallate da stralci del discorso del candidato. La canzone è stata prodotta da will.i.am; il video musicale è stato diretto da Jesse Dylan, il figlio del cantante Bob Dylan.
Nonostante il testo del brano sia interamente derivato da citazioni del discorso del senatore Obama, tenuto in New Hampshire durante la campagna presidenziale 2008, lo staff del senatore stesso non è stato coinvolto nella sua produzione.
Il relativo video musicale (un esempio di video virale) è registrato in una sorta di bianco e nero e propone immagini di Barack Obama in un collage; nel video troviamo anche un coro greco che fa eco alle parole del candidato in uno stile hip-hop botta e risposta, mentre la voce del senatore stesso è udibile nel sottofondo. Il video è stato trasmesso su media nazionali durante il programma What's the Buzz della ABC, in data 1º febbraio, 2008. Il 2 febbraio la canzone è comparsa nel blog della community a favore della campagna di Obama, ed in seguito promosso come video virale dalla campagna del suo sito.
La canzone è in inglese, tranne in alcuni punti dove la frase "Yes, we can" ("Sì, noi possiamo") è pronunciata in lingua ebraica (al minuto 1:09 e al minuto 1:44), in lingua spagnola (al minuto 1:17 e al minuto 1:57) ed infine nel linguaggio americano dei segni (al minuto 2:04).
Sin dalla sua prima originale apparizione su YouTube, il video è stato pubblicato molte volte da altri utenti ed alle ore 18.00 EST, in data 8 febbraio, 2008, il video è stato visto da oltre 5.75 milioni di volte. Inoltre è stato visto oltre 3.32 milioni di volte su Dipdive, per un totale di circa 9 milioni di volte.
La canzone è stata eseguita dal vivo varie volte da will.i.am durante eventi organizzati dal candidato Obama.

## Collaborazioni ed apparizioni
Le seguenti celebrità hanno collaborato con la canzone e con il video musicale:
- Kareem Abdul-Jabbar
- Tatyana Ali
- Eric Balfour
- Fonzworth Bentley (violinista)
- Nick Cannon
- Cliff Collins
- Common
- Esthero
- Vera Farmiga
- Fred Goldring (chitarra)
- Bryan Greenberg (chitarra)
- Herbie Hancock (piano)
- Hill Harper
- Kelly Hu
- Scarlett Johansson
- Ed Kowalczyk (chitarra)
- John Legend
- Taryn Manning
- Auden McCaw
- Anson Mount
- Enrique Murciano
- Austin Nichols
- Amaury Nolasco
- Eric Christian Olsen
- Samuel Page
- Harold Perrineau Jr.
- Alfonso Ribeiro
- Adam Rodríguez
- Tracee Ellis Ross
- Maya Rubin
- Johnathon Schaech
- Nicole Scherzinger
- Shoshannah Stern
- Aisha Tyler
- Amber Valletta
- Kate Walsh
- will.i.am
- Sarah Wright